# 이혜 (만화가)
이혜는 대한민국의 만화가이다.

## 활동
웹툰 작가 중 베스트 도전만화를 통해 작가 데뷔를 하게 된 경우이며, 2012년 10월 8일부터 '신령'을 네이버 웹툰에서 정식으로 연재하기 시작하였다. 신령의 완결 이후에도 두 개의 작품을 더 완결 내는 등 꾸준한 작품 활동을 이어나가고 있다. 별명으로는 '전설의 7통수'가 있다.  

## 작품 목록

### 정식 연재
- 《신령》 네이버 웹툰, 완결(2012~2015)
- 《레코닝》 네이버 웹툰, 완결(2016)
- 《오늘도 사랑스럽개》 네이버 웹툰, 완결(2017~2019)
- 《이번 생도 잘 부탁해》 네이버 웹툰, 연재 중(2020~)

### 협업, 프로젝트
- 《연가(家)이야기》 네이버 웹툰 2013 전설의고향, 배진수/이혜 작가 공동 제작
- 《몽중몽(夢中夢)》 네이버 웹툰 2015 소름
- 《오늘도 마음을 다 해》 기획재정부 브랜드 웹툰
- 《내일을 부탁해》 통계청 브랜드 웹툰